# سانشاين
سانشاين (Sunshine) هي أغنية تم إنتاجها جماعيا من قبل دي جي دافيد غيتا وأفيتشي، من ألبوم دافيد الخامس،Nothing but the Beat . وقد دخلت في التصنيف السويدي في المركز رقم 59. كما تم ترشيحها لجائزة غرامي لأفضل تسجيل رقص.